# Edmond Henri Fischer

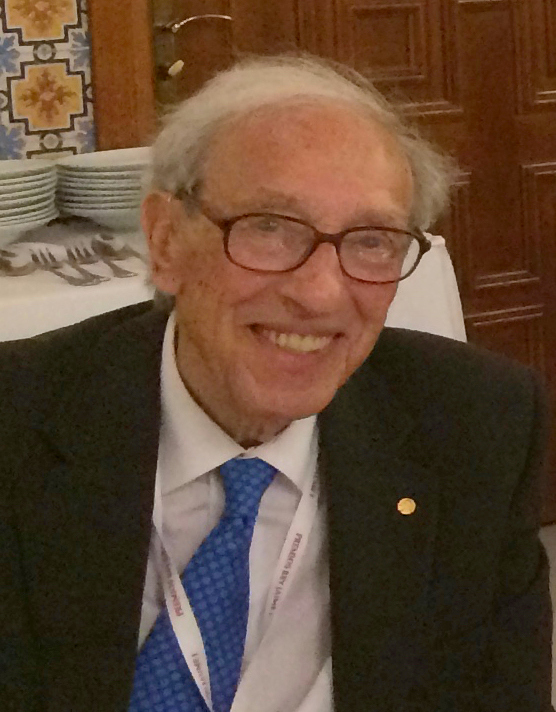
Edmond Henri Fischer (2016)

Edmond Henri Fischer (* 6. April 1920 in Shanghai; † 27. August 2021 in Seattle, Washington) war ein in China geborener und in der Schweiz aufgewachsener US-amerikanisch-schweizerischer Biochemiker. Er erhielt mit Edwin G. Krebs 1992 den Nobelpreis für Medizin.

## Leben und Werk
Edmond Henri Fischer wurde als Sohn einer Schweizerin (Renée Tapernoux, ihr Vater gründete die Zeitschrift Courrier de Chine in Shanghai) und eines Österreichers (Oscar Fischer) in Shanghai geboren. Er ging in Shanghai auf die von seinem Großvater mitgegründete französische Schule. Mit sieben Jahren wurde er mit seinem Bruder in ein Internat in der Schweiz bei Vevey geschickt. Als Schüler besuchte er auch das Konservatorium in Genf und überlegte eine Zeit lang, Musiker zu werden. Er studierte an der Universität Genf Chemie mit dem Lizenziat 1943, dem Diplom 1944 und der Promotion in organischer Chemie (Polysaccharide und zugehörige Enzyme, speziell alpha-Amylase) 1947 bei Kurt Heinrich Meyer. Von 1948 bis 1950 war er wissenschaftliches Mitglied der Schweizer Nationalstiftung. Danach war er Privatdozent für Biochemie in Genf. 1950 ging er als Forschungsstipendiat der Rockefeller Foundation an das California Institute of Technology in Pasadena/USA und kurz danach als Post-Doktorand und Rockefeller-Stipendiat an die University of Washington in Seattle, wo seine Zusammenarbeit mit Edwin G. Krebs begann. 1953 wurde er Assistant Professor und später Professor an der University of Washington, an der er 1990 emeritiert wurde.
Fischer entdeckte mit Edwin G. Krebs den Mechanismus der reversiblen Aktivierung und Deaktivierung von Enzymen durch Phosphorylierung. Dies ist ein weitverbreiteter Prozess zur Regulierung des Stoffwechsels. Eine Protein-Kinase baut eine Phosphat-Gruppe (aus ATP gewonnen) in das Enzym ein und ändert so dessen Struktur vom inaktiven zum aktiven Zustand. Ausgelöst wird das durch Hormone oder Calcium. Fischer untersuchte diesen Mechanismus mit Krebs zuerst bei Glykogen-Phosphorylase und dann an vielen weiteren Enzymen.
Fischer heiratete 1948 Nelly Gagnaux († 1961) sowie 1963 Beverly Bullock und hatte zwei Kinder. Er besaß ab 1947 die Schweizer Staatsbürgerschaft (heimatberechtigt in Genf), später die der Vereinigten Staaten.

## Ehrungen
1972 wurde Fischer in die American Academy of Arts and Sciences gewählt, 1973 in die National Academy of Sciences. 1992 erhielt er zusammen mit Edwin Krebs den Nobelpreis für Physiologie oder Medizin „für ihre Entdeckung der Mechanismen, welche die Stoffwechselvorgänge in Organismen steuern“. Fischer war emeritierter Professor für Biochemie an der University of Washington in Seattle.
2010 wurde er auswärtiges Mitglied der Royal Society. Er war Ehrendoktor an der Universität Basel, der Universität Montpellier und am Medical College of Ohio.